# 高橋欽哉

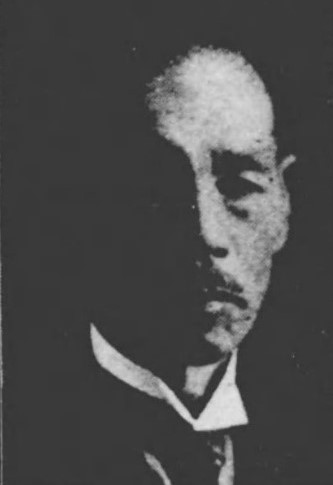
高橋欽哉

高橋 欽哉（たかはし きんや、1866年7月17日（慶応2年6月6日） - 1937年（昭和12年）10月21日）は、日本の政治家、実業家。衆議院議員。

## 略歴
1866年（慶応2年）に大分県大分郡西庄内村（現由布市庄内町）の庄屋の家に生まれる。1890年（明治22年）に速見郡浜脇村（現別府市浜脇）で高級旅館泉孫を経営する高橋孫三郎の養子となる。
1906年（明治39年）に浜脇町と別府町が合併して新たに別府町が誕生すると、その助役に抜擢される。別府町会議員、町会議長を歴任した後、1919年（大正8年）には大分県会議員に当選。1930年（昭和5年）の第17回衆議院議員総選挙において立憲民政党から大分県第2区に立候補して当選。初の別府出身の衆議院議員となった。
一方、実業家としては、1929年（昭和4年）に大分農工銀行（現在のみずほ銀行大分支店）の頭取となり、同年11月に別府商工会議所が発足すると1936年（昭和11年）5月までその初代会頭を務めた。
1929年（昭和4年）に別府市浜脇の旅館泉孫の裏手に建てた自宅兼迎賓館の聴潮閣は、1989年（平成元年）に別府市青山町に移築され、2001年（平成3年）8月28日に登録有形文化財に登録されている。2013年（平成25年）1月からは佐藤溪美術館として一般公開されている。